# エマニュエル・カタン
エマニュエル・カタン（Emmanuel Cattin、1966年 - ）は形而上学と現象学を専門とする現代フランスの哲学者。

## 経歴
高等師範学校の卒業生（1990年卒業組）で、1966年に、フランス道徳政治科学アカデミーの会員であり、ドイツ観念論の学者であるベルナール・ブルジョワの指導の下で、シェリングに関する博士論文をパンテオン・ソルボンヌ大学に提出し、博士号を取得した。はじめ、ブレーズ・パスカル大学の講師に任命され、2004年に同大学の終身教授となった。2015年に、ジャン＝リュック・マリオンが以前務めていた形而上学講座長（chair of the metaphysics department）として（2018年以降ソルボンヌ大学として知られる）パリ・ソルボンヌ大学に着任した。カタンはまた、研究集団「形而上学、歴史、変化、現代性（Métaphysique, histoires, transformations, actualités）」の監督（director）を務めている。
カタンの現象学的アプローチは、ヘーゲルとハイデガーとの絶え間のない対話の中で、現象を精神の顕現（a manifestation of the spirit）として理解しようとするものである。また、カタンはニーチェ哲学および宗教哲学の専門家でもある。
2015年以降、パリの出版社ヴリン（Vrin）の「哲学書図書館」と「哲学史図書館」シリーズの監督(director)を務めている。
2024年4月9日から2024年8月21日まで、同志社大学の客員教授を務める。

## 出版物

### 著作
- (フランス語) Transformations de la métaphysique. Commentaires sur la philosophie transcendantale de Schelling. パリ: Vrin. (2001)
- (フランス語) Schelling. パリ: Ellipses. (2003).
- (フランス語) La Décision de philosopher. Hildesheim: Georg Olms. (2005).
- (フランス語) Vers la Simplicité. Phénoménologie hégélienne. パリ: Vrin. (2010).
- (フランス語) Sérénité. Eckhart, Schelling, Heidegger. パリ: Vrin. (2012).
- (フランス語) Majestas Dei. Seigneurie et liberté. パリ: Vrin. (2018)
- (フランス語) La venue de la vérité. Phénoménologie de l'esprit selon Jean. パリ: Vrin. (2021)[7]

### 翻訳
- ニーチェ (1992). Le Service divin des Grecs. パリ: L'Herne
- アッリアノス (1992). Manuel d'Épictète. パリ: GF Flammarion
- ライプニッツ (1998). “Éléments de la raison”. Recherches générales sur l'analyse des notions et des vérités: 24 thèses métaphysiques et autres textes logiques et métaphysique (パリ: PUF).
- シェリング (2000). Exposition de mon système de la philosophie. パリ: Vrin